# Unmixed (album de Freemasons)
Pour les articles homonymes, voir Unmixed.
Albums de Freemasons
Shakedown
(2007) Shakedown 2
(2009)
Singles
1. Love on My Mind
Sortie : 2007
2. Watchin'
Sortie : 2007
3. Rain Down Love
Sortie : 2007
4. Nothing but a Heartache
Sortie : 2007
5. Uninvited
Sortie : 22 octobre 2007
6. When You Touch Me
Sortie : 15 juin 2008
7. If
Sortie : 16 février 2009

Unmixed est le second album studio du duo britannique Freemasons sorti le 29 octobre 2007.

## Liste des pistes
| 1.    | Uninvited                    | Bailey Tzuke       | 5:20 |
| 2.    | Rain Down Love               | Siedah Garrett     | 3:20 |
| 3.    | If                           | Hazel Fernandez    | 6:24 |
| 4.    | Nothing but a Heartache      | Sylvia Mason-James | 3:11 |
| 5.    | When You Touch Me            | Katherine Ellis    | 4:16 |
| 6.    | Love on My Mind              | Amanda Wilson      | 5:13 |
| 7.    | Watchin'                     | Amanda Wilson      | 2:47 |
| 8.    | Desperados                   | –                  | 5:03 |
| 9.    | Love Don't Live Here Anymore | Judie Tzuke        | 4:03 |
| 10.   | I Feel Like                  | Amanda Wilson      | 4:18 |
| 11.   | You're Not Alone Now         | Julie Thompson     | 4:34 |
| 12.   | Pacific                      | –                  | 5:36 |
| 54:05 |                              |                    |      |

| Enhanced Data Section (mp3) | Enhanced Data Section (mp3)         | Enhanced Data Section (mp3) | Enhanced Data Section (mp3) | Enhanced Data Section (mp3) | Enhanced Data Section (mp3) | Enhanced Data Section (mp3) | Enhanced Data Section (mp3) | Enhanced Data Section (mp3) | Enhanced Data Section (mp3) |
| No                          | Titre                               | Durée                       |                             |                             |                             |                             |                             |                             |                             |
| --------------------------- | ----------------------------------- | --------------------------- | --------------------------- | --------------------------- | --------------------------- | --------------------------- | --------------------------- | --------------------------- | --------------------------- |
| 1.                          | I Feel Like (Accapella)             | 3:42                        |                             |                             |                             |                             |                             |                             |                             |
| 2.                          | Love on My Mind (Accapella)         | 1:54                        |                             |                             |                             |                             |                             |                             |                             |
| 3.                          | Nothing but a Heartache (Accapella) | 1:54                        |                             |                             |                             |                             |                             |                             |                             |
| 4.                          | Rain Down Love (Accapella)          | 2:58                        |                             |                             |                             |                             |                             |                             |                             |
| 5.                          | Uninvited (Accapella)               | 2:58                        |                             |                             |                             |                             |                             |                             |                             |
| 6.                          | Watchin' (Accapella)                | 3:36                        |                             |                             |                             |                             |                             |                             |                             |
| 7.                          | When You Touch Me (Accapella)       | 3:46                        |                             |                             |                             |                             |                             |                             |                             |
| 8.                          | You're Not Alone Now (Accapella)    | 3:42                        |                             |                             |                             |                             |                             |                             |                             |
| 9.                          | Love on My Mind (After Hours Mix)   | 6:22                        |                             |                             |                             |                             |                             |                             |                             |
| 10.                         | Rain Down Love (After Hours Mix)    | 4:46                        |                             |                             |                             |                             |                             |                             |                             |
| 11.                         | Watchin' (After Hours Mix)          | 5:36                        |                             |                             |                             |                             |                             |                             |                             |
| 43:12                       |                                     |                             |                             |                             |                             |                             |                             |                             |                             |

| Special Edition CD2 | Special Edition CD2                       | Special Edition CD2 | Special Edition CD2 | Special Edition CD2 | Special Edition CD2 | Special Edition CD2 | Special Edition CD2 | Special Edition CD2 | Special Edition CD2 |
| No                  | Titre                                     | Durée               |                     |                     |                     |                     |                     |                     |                     |
| ------------------- | ----------------------------------------- | ------------------- | ------------------- | ------------------- | ------------------- | ------------------- | ------------------- | ------------------- | ------------------- |
| 1.                  | When You Touch Me (2008 Radio Edit)       | 3:21                |                     |                     |                     |                     |                     |                     |                     |
| 2.                  | When You Touch Me (2008 Club Mix)         | 7:47                |                     |                     |                     |                     |                     |                     |                     |
| 3.                  | Rain Down Love (Club Mix)                 | 7:33                |                     |                     |                     |                     |                     |                     |                     |
| 4.                  | If (Full Length Extended Club Mix)        | 8:31                |                     |                     |                     |                     |                     |                     |                     |
| 5.                  | Uninvited (Big Ocean Acoustic Mix)        | 3:25                |                     |                     |                     |                     |                     |                     |                     |
| 6.                  | Love on My Mind (After Hours Mix)         | 4:29                |                     |                     |                     |                     |                     |                     |                     |
| 7.                  | Watchin' (After Hours Mix)                | 4:09                |                     |                     |                     |                     |                     |                     |                     |
| 8.                  | Nothing but a Heartache (After Hours Mix) | 6:00                |                     |                     |                     |                     |                     |                     |                     |
| 9.                  | Rain Down Love (After Hours Mix)          | 4:50                |                     |                     |                     |                     |                     |                     |                     |
| 10.                 | Uninvited (After Hours Mix)               | 4:37                |                     |                     |                     |                     |                     |                     |                     |
| 54:42               |                                           |                     |                     |                     |                     |                     |                     |                     |                     |

## Classement
| Pays        | Meilleure position |
| ----------- | ------------------ |
| Belgique    | 26                 |
| Royaume-Uni | 58                 |
| Pays-Bas    | 85                 |